# Miss Universe Slovenije
Miss Universe Slovenije je bilo lepotno tekmovanje, ki je v Sloveniji potekalo med letoma 1968 in 1970 ter med letoma 2001 in 2017. Leta 2012 tekmovanja ni bilo zaradi propada Dela revij, lastnika licence. Tekmovanje za leto 2018 je bilo sicer razpisano, vendar ni bilo po tem več nobenih aktivnosti.
Najuspešnejši tekmovalki sta bili Nataša Košir (1. spremljevalka miss Universe Slovenije in miss Universe Jugoslavije 1968) in Tjaša Kokalj (miss Universe Slovenije 2007), ki sta na svetovnem izboru Miss Universe v ZDA prišli med najboljših 15 (Kokaljeva na enajsto mesto). Saša Zajc, miss Universe Slovenije 1968, ki jih ni uspelo osvojiti jugoslovanskega naslova, je postala miss Evrope 1969.
Majda Jazbec (por. Šoletić), miss Universe Slovenije 1970, je bila prva pevka hrvaške skupine Magazin.

## Zgodovina tekmovanja

### Lepotica Slovenije za Lepotico Jugoslavije
Zmagovalke se niso imenovale »miss Universe«, bile so »lepotice«. V šestdesetih je tekmovanje organizirala revija Stop, ki se je v izbor Miss Universe Jugoslavije (Lepotica Jugoslavije) prvič vključila leta 1968. Prve tri uvrščene so odšle na jugoslovanski izbor, kjer je bila nagrada za prve tri odhod na Miss Universe ali Miss Evrope.

### Miss Universe Slovenije za Miss Universe
Podjetje Delo revije (Jaka Rozman) je licenco za Miss Universe Slovenije leta 2000 kupilo od Vladimirja Kraljevića, hrvaškega poslovneža. Leta 2012 ni bilo tekmovanja, ker je Delo revije propadlo. Lastnik licence je bil potem zopet Vladimir Kraljević (tudi lastnik licence za Hrvaško), ki je skupaj z Agencijo Eksklutivno, ki jo vodi piarovka in TV voditeljica Kaly Kolonič, tekmovanje organiziral 4 leta zapored, od leta 2013 do leta 2016.  Jure Šlehta, lastnik spletne trgovine LNS in sejma kozmetike Love Beauty, je leta 2017 prvič in zadnjič organiziral tekmovanje. 
Leta 2025 naj bi se tekmovanje Miss Universe ponovno organiziralo. Lastnik licence je družba Boscarol, ki prireditev organizira v sodelovanju z Agencijo Ekskluzivno in Odisejado.

#### Težave tekmovalk
Marika Savšek je bila najprej 2. spremljevalka, po nekaj dneh pa je zaradi odkritja napake prevzela naslov od Sandre Marinović. Nina Đurđević je po nastopu na Miss Universe naslov predala Sari Savnik zaradi laganja o študiju. Ana Haložan ni nastopila na Miss Universe, ker je v Las Vegasu padla v kopalnici.

## Zmagovalke Miss Universe Slovenije
| Tekmovanje | Miss Universe Slovenije                              |
| ---------- | ---------------------------------------------------- |
| 1968       | Saša Zajc miss Evrope 1969                           |
| 1969       | Jožica Juratovec                                     |
| 1970       | Majda Jazbec nastopila na Miss Evrope 1971           |
| 2001       | Minka Alagič                                         |
| 2002       | Iris Mulej                                           |
| 2003       | Polona Baš                                           |
| 2004       | Sabina Remar                                         |
| 2005       | Dalila Dragojević                                    |
| 2006       | Nataša Pinoza                                        |
| 2007       | Tjaša Kokalj 11. mesto                               |
| 2008       | Anamarija Avbelj                                     |
| 2009       | Mirela Korać                                         |
| 2010       | Marika Savšek                                        |
| 2011       | Ema Jagodić                                          |
| 2012       | Ema Jagodić                                          |
| 2013       | Nina Đurđević nastopila na Miss Universe Sara Savnik |
| 2014       | Urška Bračko                                         |
| 2015       | Ana Haložan ni nastopila na Miss Universe            |
| 2016       | Lucija Potočnik                                      |
| 2017       | Emina Ekić                                           |

## Galerija
- Saša Zajc, miss Universe Slovenije 1968
- Jožica Juratovec, miss Universe Slovenije 1969
- Majda Jazbec, miss Universe Slovenije 1970
- Iris Mulej, miss Universe Slovenije 2002
- Sabina Remar, miss Universe Slovenije 2004
- Marika Savšek, miss Universe Slovenije 2010